# Teleutomyrmex schneideri
Teleutomyrmex schneideri là một loài côn trùng thuộc họ Formicidae. Loài này có ở Pháp và Thụy Sĩ.